# Rebab (Indonézia)
A rebáb (rabáb, rabába, rubáb stb. arab ربابة) hangszernév sokféle, egymástól gyakran jelentősen eltérő húros hangszert, pengetős vagy vonós lantot jelöl az iszlám hatása alá került régiókban. Az indonéziai rebab egy nyárshegedű, ami a népzenében is és a klasszikus zenében, a gamelán zenekar hangszereként is fontos szerepet tölt be. 

## Leírása
Szumátrán – ahogy Malajziában is – a rebab hasonló közel-keleti rokonához, a kéthúros, félgömb testformájú rebábhoz. Ének kíséretére és zenekarban is használják.
Jáván, Bali szigetén a rebab teljes hosszúsága legtöbbször egy méter körüli. Teste szív alakú vagy lekerekített háromszög formájú, fából van kifaragva vagy kókuszdió kitisztított héjából készül. A hátán apró hanglyukak találhatók, tetejét bivaly beléből vagy hólyagjából készült hártya fedi. A széles talpon álló húrláb a tető felső szélén helyezkedik el. Az esztergált, kör keresztmetszetű nyak keresztülhalad a testen, alsó vége hegyes tüskében végződik, amely a hangszer támasztékául szolgál, egyben a húrtartó szerepét is betölti. Két bronzból készült húrja a test alján lévő tüskétől indul ki, majd a húrlábon áthaladva a nyak felső részén lévő oldalsó állású, széles hangolókulcsokra tekeredik. A hangszernek fogólapja nincs.

## Használata
A zenész törökülésben helyezkedik el, a hangszert bal kezével függőlegesen tartja. A tüskeszerű láb a földön áll. A laza szőrözésű vonót a keleten megszokott módon, tenyérrel kifelé fordított kézben fogják, a húrokhoz közvetlenül a test fölötti részen érintik. Egyik húrról a másikra úgy térnek át, hogy a vonó mozgásának vonala nem változik, ehelyett a hangszert fordítják el kis mértékben a hossztengelye körül.
A gamelán zenekarban a lágyabb stílusú darabokban a rebabnak vezető szerepe van, gyakran rövid szólóval indít. Elsődlegesen dallamhangszer, a dallam fő hangjait előlegezi meg. A hangos darabokban nem szólal meg. Használaton kívül a hangszert díszes állványra helyezik.

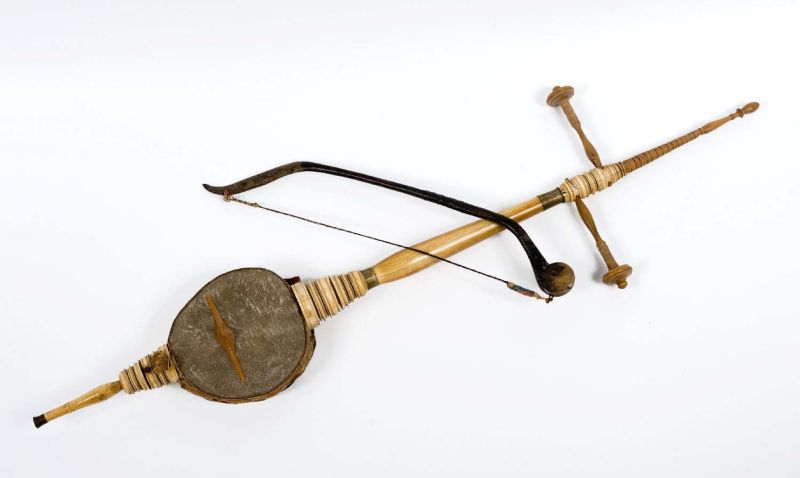
Rebab közép-Jáváról
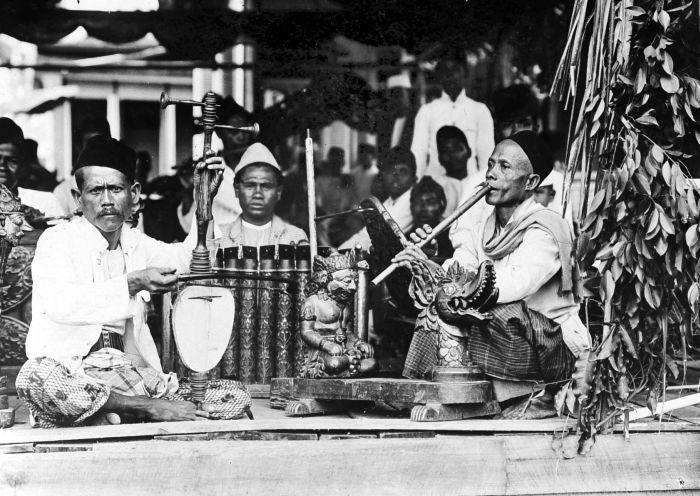
Rebab a gamelán zenekarban
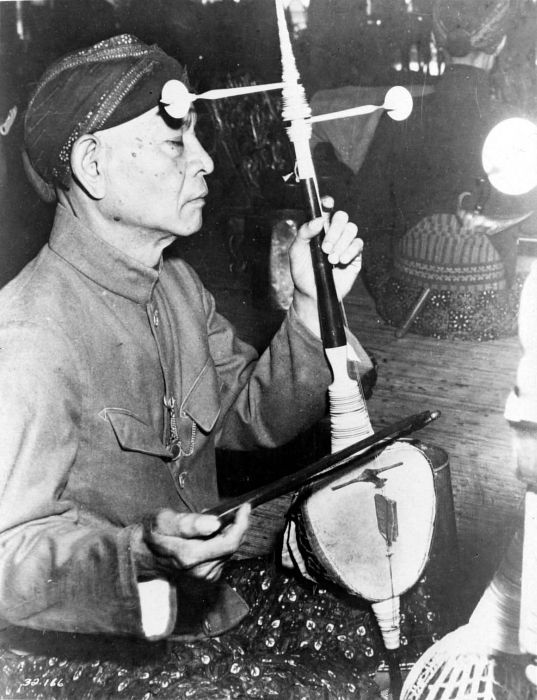
Rebab, Jáva